# Leptactina involucrata
Leptactina involucrata är en måreväxtart som beskrevs av Joseph Dalton Hooker. Leptactina involucrata ingår i släktet Leptactina och familjen måreväxter. Inga underarter finns listade i Catalogue of Life.